# Ebino
Ebino (Japans: えびの市, Ebino-shi) is een Japanse stad in de prefectuur Miyazaki. In 2014 telde de stad 20.054 inwoners. 

## Geschiedenis
Ebino werd in 1966 gevormd door het samenvoegen van Masaki, Kakuto en Ino. Op 1 december 1970 werd Ebino benoemd tot stad (shi). 
Steden:
Ebino · Hyuga · Kobayashi · Kushima · Miyakonojo · Miyazaki (hoofdstad) · Nichinan · Nobeoka · Saito

Districten:
Higashimorokata · Higashiusuki · Kitamorokata · Koyu · Nishimorokata · Nishiusuki
Gemeenten per district